# 국민생각
국민생각(Korea Vision Party)은 2012년 2월 13일 한반도선진화재단의 이사장과 17대 한나라당 국회의원을 지낸 박세일(훗날 선진통일연합 총재)이 대한민국 제19대 총선을 앞두고 창당한 정당이다.

## 내력
2012년 2월 27일에 정식으로 중앙선거관리위원회에 등록됐다. 창당 초 보수 성향의 구천서(훗날 가자!대국민중심당 대표)와 진보 성향의 녹색통일당(나중에 정통민주당으로 이름을 바꿈) 장기표 대표가 참여했으나 둘 모두 정책 관련 이견으로 탈당했다.
2012년 3월 9일 새누리당 공천에 탈락한 전여옥의 입당으로 원내 정당이 됐다. 그러나 2012년 4월 11일에 실시된 제19대 총선 결과, 지역구와 비례대표 모두에서 의석 획득에 실패했으며, 정당지지율 득표에서도 등록취소요건 2% 미만인 0.73%를 얻어 정당 등록이 취소됐다. 이후, 국민생각에 참여했던 전직 국회의원을 포함한 많은 인사들은 선진통일당에 입당하였다.

## 역대 선거 현황

### 국회의원 선거
|  | 0% |

|  | 0.73% |

|  | 0% |